# Tetiana Kotjerhina
Tetiana Ivanivna Kotjerhina-Makarets (ukrainska: Тетяна Іванівна Кочергіна-Макарець; ryska: Tatiana Kotjergina), född den 26 mars 1956 i Ovidiopol i Ukrainska SSR i Sovjetunionen (nu Ukraina), är en ukrainsk sovjetisk före detta handbollsspelare.
Hon tog OS-guld i damernas turnering  i samband med de olympiska handbollstävlingarna 1976 i Montréal.
Hon tog OS-guld i damernas turnering  i samband med de olympiska handbollstävlingarna 1980 i Moskva.